# Torbjörn Zetterholm
Torbjörn Gunnar Zetterholm, född 9 mars 1921 i Johannes församling i Stockholm, död 9 februari 2007 i Brösarp-Tranås församling i Skåne län, var en svensk konstnär.
Torbjörn Zetterholm var son till civiilngenjören Axel Zetterholm och Agda, ogift Blomquist, samt bror till Tore Zetterholm och farbror till Finn Zetterholm. Utbildad vid Otte Skölds och Ollers målarskolor samt Kungliga Konsthögskolan verkade han som målare och grafiker. Han hade utställningar i Stockholm och andra svenska städer, men deltog också i utställningar i Europa, Asien, Australien och USA. Zetterholm finns representerad vid  Moderna museet i Stockholm, Kalmar konstmuseum och Reykjavik, Hunt Botanical Library Pittsburg, USA, samt vid ett flertal museer och samlingar.
Han var från 1942 gift med konstnären Greta Zetterholm, ogift Benckert (1919–2006), syster till författaren Nina Södergren samt dotter till läkaren Henric Benckert och Astrid, ogift Fock. Han är begravd på Maglehems kyrkogård i Skåne.